# Julien Faubert
Julien Faubert (Le Havre, 1. kolovoza 1983.) bivši je francuski nogometaš.

## Klupska karijera

#### Cannes i Bordeaux
Rodom iz Le Havrea, Julien Faubert 1998. upisuje nogometnu akademiju kluba AS Cannes te započinje svoju karijeru kao desni bek a zbog svojih igračkih sposobnosti ubrzo postoje desno krilo. U prvoj momčadi tog kluba debitirao je u sezoni 2002/03. Ubrzo je postao važan igrač u momčadi te je zapeo za oko mnogim francuskim prvoligašima.
Najuspješniji među njima bio je Bordeaux koji ga je uspio dovesti u vlastite redove. Za Bordeaux potpisuje 2004. te je za taj klub skupio 96 nastupa te igrao u Ligi prvaka.

#### West Ham United
Dana 23. lipnja 2007. francuski sportski list L'Équipe priopćio je vijest kako je škotski Glasgow Rangers za Juliena Fauberta, Bordeauxu ponudio 6,5 milijuna eura (4,3 milijuna GBP). Međutim, Faubert 1. srpnja potpisuje za West Ham United. koji je ponudio 6,1 milijun GBP U prvom nastupu za klub (17. srpnja 2007.) u prijateljskoj utakmici protiv češke Sigme Olomuc pretrpio je rupturu ahilove tetive. Liječnička očekivanja bila su šest mjeseci mirovanja.
Faubertov povratak na teren zbio se u siječnju 2008. kada je natupao za rezervnu momčad West Hama na utakmici protiv rezervi Aston Ville. Svoj debi za prvu momčad "Čekićara" imao je 12. siječnja 2008. na utakmici protiv Fulhama gdje je ušao kao zamjena. Svoju prvu sezonu u Premijerligi završio je s novim ozljedama te samo 8 nastupa u prvenstvu i FA Cupu.

#### Posudba u Real Madrid
Faubert je dobio klupsku dozvolu da pregovara s Real Madridom 30. siječnja 2009. Pregovori su završeni već sljedećeg dana kada Faubert potpisuje ugovor o posudbi do kraja sezone 2008/09. Real ga posuđuje za 1,5 milijuna GBP uz klauzulu da mu klub može otkupiti ugovor i ponuditi mu trogodišnji ugovor (naknada nije objavljena).
Svoj debi za Real Madrid, Faubert je imao 7. veljače 2009. na utakmici protiv Racing Santandera.
Jednom prilikom nije došao na trening jer je mislio da ima slobodni dan, dok je na utakmici protiv Villarreala snimljen kako spava na klupi za rezerve.
Tako je karijera u Real Madridu završena sa samo dva nastupa za klub.

#### Povratak u West Ham United
Faubert je važna karika West Hama od samog početka sezone 2009/10. Vodio je "Čekičare" do pobjeda protiv Wolverhamptona i Millwalla te je odigrao impresivnu utakmicu protiv Blackburn Roversa.
Navijači West Hama su na web stranicama kluba Juliena Fauberta proglasili SCOBET Igračem mjeseca za kolovoz 2009.

#### Elazığspor i Bordeaux
27. lipnja 2012. igrač je potpisao trogodišnji ugovor za turski Elazığspor, u kojem se kratko zadržao te se vratio u domovinu te kao slobodni igrač tijekom zimskog prijelaznog roka 2013. postoje članom Girondins Bordeauxa.

## Reprezentativna karijera
Faubert je debitirao za Francusku reprezentaciju 16. kolovoza 2006. u prijateljskoj utakmici protiv Bosne i Hercegovine. Na toj utakmici nosio je dres s brojem 10 te je bio prvi igrač koji je obukao reprezentativni dres s tim brojem nakon igračkog umirovljenja Zinedinea Zidanea. Na toj utakmici Faubert je postigao i pogodak u zadnjoj minuti i osigurao Francuskoj pobjedu od 2:1.
U intervjuu za francuski dnevnik L'Equipe, 24. prosinca 2009., Julien Faubert izjavio je da ga je alžirski nogometni savez nagovarao da nastupi za Alžir (zbog supruge Alžirke). On je pritom čelnim ljudima alžirskog saveza izjavio da će razmotriti tu opciju ako ne uspije zaigrati za Francusku.
Korijeni nogometaša su iz francuskog prekomorskog departmana Martinika, tako da je Faubert iskoristio tu mogućnost jer je u dresu Tricolora ostvario svega jedan nastup. Tako je u listopadu 2014. ostvario reprezentativni debi u dresu reprezentacije Martinika.

## Golovi za reprezentaciju
| #  | Datum              | Mjesto                                        | Protivnik | Pogodak | Rezultat | Natjecanje            |
| -- | ------------------ | --------------------------------------------- | --------- | ------- | -------- | --------------------- |
| 1. | 16. kolovoza 2006. | Stadion „Asim Ferhatović Hase”, Sarajevo, BiH | BiH       | 2 : 1   | 2 : 1    | Prijateljska utakmica |

| #  | Datum               | Mjesto                                           | Protivnik                 | Pogodak | Rezultat | Natjecanje                          |
| -- | ------------------- | ------------------------------------------------ | ------------------------- | ------- | -------- | ----------------------------------- |
| 1. | 8. listopada 2014.  | Stade René Serge Nabajoth, Les Abymes, Gvadalupa | Curaçao                   | 1 : 0   | 1 : 1    | Prijateljska utakmica               |
| 2. | 10. listopada 2014. | Stade René Serge Nabajoth, Les Abymes, Gvadalupa | Gvadalupa                 | 1 : 0   | 2 : 0    | Kvalifikacije za Karipski kup 2014. |
| 3. | 10. listopada 2014. | Stade René Serge Nabajoth, Les Abymes, Gvadalupa | Gvadalupa                 | 2 : 0   | 2 : 0    | Kvalifikacije za Karipski kup 2014. |
| 4. | 12. listopada 2014. | Stade René Serge Nabajoth, Les Abymes, Gvadalupa | Sveti Vincent i Grenadini | 3 : 3   | 4 : 3    | Kvalifikacije za Karipski kup 2014. |
| 5. | 12. listopada 2014. | Stade René Serge Nabajoth, Les Abymes, Gvadalupa | Sveti Vincent i Grenadini | 4 : 3   | 4 : 3    | Kvalifikacije za Karipski kup 2014. |

## Privatni život
Faubert je oženjen suprugom Pamelom s kojom ima četverogodišnjeg sina Noama. Faubertovo majka umrla je 28. siječnja ove godine, no on je pokazao veliku odlučnost odlučivši nastupiti za West Ham u ključnoj utakmici protiv Blackburn Roversa samo dva dana kasnije.

## Osvojeni trofeji

### Klupski trofeji
| Klub                | Trofej                                        | Sezona / godina |
| Francuska           | Francuska                                     | Francuska       |
| ------------------- | --------------------------------------------- | --------------- |
| Girondins Bordeauxa | Francuski Liga kup                            | 2007.           |
| Engleska            |                                               |                 |
| West Ham United     | Play-off finale Football League Championshipa | 2011./12.       |
| Francuska           |                                               |                 |
| Girondins Bordeauxa | Francuski kup                                 | 2013.           |

## Vanjske poveznice
- Profil igrača na stranicama West Hama
- Statistika igrača na soccerbase.com  Arhivirana inačica izvorne stranice od 3. veljače 2009. (Wayback Machine)
- Statistika igrača u francuskoj ligi  Arhivirana inačica izvorne stranice od 20. ožujka 2007. (Wayback Machine)